# Mednarodna pomorska organizacija
Mednarodna pomorska organizacija (angleško International Maritime Organisation, kratica IMO) je specializirana pomorska agencija Organizacije združenih narodov (UN) in je bila ustanovljena zaradi izboljšanja varnosti na morju in preprečevanja onesnaženja. V zvezi s tem, je bilo do sedaj sprejetih okrog 40 konvencij in protokolov ter več sto kodeksov in priporočil.

## Ustanovitev
Marca 1948 je bila v Ženevi v sklopu Organizacije združenih narodov osnovana Mednarodna pomorska svetovalna organizacija pod imenom Inter-Governmental Maritime Consultative Organization – IMCO, ki je stopila v veljavo 17. marca 1958. Novonastala organizacija je pričela s slavnostnim začetkom 6. januarja 1959, ko je imela skupščina svoje prvo zasedanje.
V skladu  s sprejetim amandmajem je organizacija 22. maja 1982 spremenila svoje ime v Mednarodna pomorska organizacija (International Maritime Organization – IMO). Takrat so tudi stopile v veljavo spremembe odredb konvencije in organizacija je postala specializirana ustanova Združenih Narodov, za pomorstvo.

## Struktura
Sestavljena je iz skupščine, sveta, petih odborov (odbor za pomorsko varnost, pravni odbor, odbor za zaščito morskega okolja, odbor za tehnično sodelovanje, odbor za olajšave) ter sekretariata organizacije.
Odbori organizacije:
- Odbor za pomorsko varnost (Maritime safety comitee)
- Odbor za zaščito morskega okolja (The marine environment protection committee)
- Pravni odbor (Legal committee)
- Odbor za tehnično sodelovanje (Technical Co-operation committe)
- Odbor za pomoč (Facilitation committee)

## Konvencije
Da nova konvencija stopi v veljavo jo mora ratificirati določeno število držav. Izvršitev zahtev konvencije je obvezna za države članice. Kodeksi in predlogi, ki jih sprejme skupščina IMO, niso obvezne za vlado, vendar je lahko njihova vsebina tako pomembna, da jih vlade vključijo v svojo domačo zakonodajo.

### Varnost plovbe
- Na prvi konferenci IMO leta 1960 je bila glavna tema skrb za varnost na svetovnih morjih. Na tem zasedanju so sprejeli mednarodno konvencijo o varstvu človeškega življenja na morju SOLAS (International Convention of Life At Sea), ki je stopila v veljavo l.1965, in zamenjala staro iz l.1948.
- Leta 1972 je IMO predstavila konvencijo o preprečevanju trčenj na morjih (Convention on international regulations for preventing collisions at sea – COLREG), sprejeta leta 1977. Vključevala je skrb za ločevanje prometa, ladij. Načrti ločitve so bili predstavljeni in priporočeni v več delih sveta, kjer je pomorski promet zelo strnjen. S sprejetjem načrtov, se je število trčenj občutno zmanjšalo.
- Leta 1972 predstavljena konvencija o varnem prevozu kontejnerjev (International convention on safe containers), je postala pomembna oblika mednarodnega poslovanja. V veljavo je stopila leta 1977. Namen konvencije je bil povečati uporabo kontejnerjev in zadržati visoko raven varnosti.
- Konvencija o pomorski satelitski organizaciji (Convention on the International Maritime Satellite organization – INMARSAT) je bila sprejeta julija 1979. Razlog za nastanek konvencije je bil v prezasedenosti obstoječih radijskih zvez in povezav.
- Zaradi povečanja števila posadke na ladjah se pojavi tudi povečana nevarnost na ladjah. Prvič so leta 1987 prestavili Mednarodna konvencija o standardih za usposabljanje, pooblastilih in opravljanju straže pomorščakov - STCW.
- Konvencija o iskanju in reševanju leta (international convention on maritime search and rescue).je pradstavljena 1979. Konvencija je sestavljena tako, da izboljšuje obstoječe načine iskanja in reševanja, ki sledijo nesreči na morju. Čeprav ima večina držav sprejete svoja lastna določila o iskanju in reševanju, je bila konvencija mednarodno sprejeta leta 1985.

### Preprečevanje onesnaženja in zagotovitev odškodnin
Prvo zborovanje na temo onesnaževanje okolja ob razlitju nafte je bilo leta 1954 z namenom zaustavitve oz. preprečitve le-tega. Nesreča Torrey Canyon leta 1976 je svet opozorila na to veliko nevarnost onesnaženja morja in okolice. Po nesreči so bile sprejete številne konvencije, ki naj bi stanje izboljšale. 
- Najpomembnejša Mednarodna konvencija o preprečevanju onesnaženja morja z ladij - MARPOL (International Convention for the Prevention of Pollution from Ships) iz leta 1973 pokriva nesreče in operativno onesnaženje z nafto, kot tudi onesnaženje s kemikalijami, paketi, odpadno vodo, smeti ter onesnaženje zraka.
- Mednarodna konvencija o onesnaženju z nafto, pripravljenosti, odzivu in kooperaciji (International convention on oil pollution, preparedness, response and co-operation OPRC) sprejeta leta 1990. Dodan je protokol, ki zajema še pripravljenost in odziv pri razlitju nevarnih in škodljivih snovi.

### Ostala področja
- Atenska konvencija, 1974 (Athens convention) določa odgovornost za prevoz potnikov in njihove prtljage. Prevoznik je odgovoren za poškodbo ali izgubo, ki jo potnik utrpi, če se dogodek dogodi zaradi napake prevoznika.
- Leta 1976 je bila sprejeta nova konvencija o omejitvi odgovornosti prevoznika (Convention on limitation of liability for Maritime claims).
- Leta 1992 je v veljavo stopila konvencija o Zaustavitvi nezakonitih dejanj (Suppression of unlawful act). Njen namen je izboljšave postopkov pri ravnanju z incidenti, kot so teroristični napadi na komercialne ladje.
- Konvencija, ki določa preprečitev odlaganja se imenuje Londonska konvencija in je stopila v veljavo 1975. Konvencija kontrolira in regulira na globalni ravni odlaganje odpadnih voda, smeti in ostalih snovi, ki so za okolje zelo škodljiva. Prepoveduje tudi sežiganje odpadkov na ladjah.

## IMO v Sloveniji
Slovenija je postala polnopravna članica Mednarodne pomorske organizacije 10. februarja 1993. Trenutna slovenska veleposlanica pri Mednarodni pomorski organizaciji je Sanja Štiglic, ki je tudi slovenska veleposlanica v Združenem kraljestvu.